# Blindeweg (Montfoort)
De Blindeweg is een straat tussen Montfoort en Harmelen die de Reijerscopse Overgang met de Mastwijkerdijk verbindt. De straat is al zeer oud en waarschijnlijk ontstaan in de periode van de cope-ontginningen.

## Knik
De Blindeweg is een lange rechte weg waarin halverwege een opvallende knik zit. Waarschijnlijk bevond zich hier oorspronkelijk het eind van de weg. De polder Reijerscop is ouder dan de polder Mastwijk en toen deze laatste ontgonnen werd, kon de Blindeweg worden doorgetrokken.

## Schurenburg en De Polle
Langs de weg hebben twee versterkte huizen gestaan, Schurenburg en Huis De Polle. Deze zijn reeds lang geleden afgebroken, maar de namen zijn bewaard gebleven in de namen van twee boerderijen.

## Trivia
- Aan de weg ligt een pompstation van het Waterleidingbedrijf Midden-Nederland (W.M.N.).

## Afbeeldingen

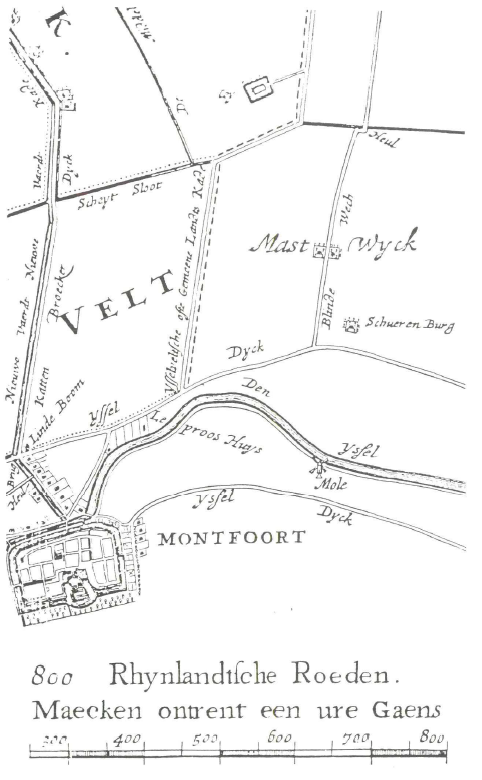
Blinde Wech op een kaart uit 1670
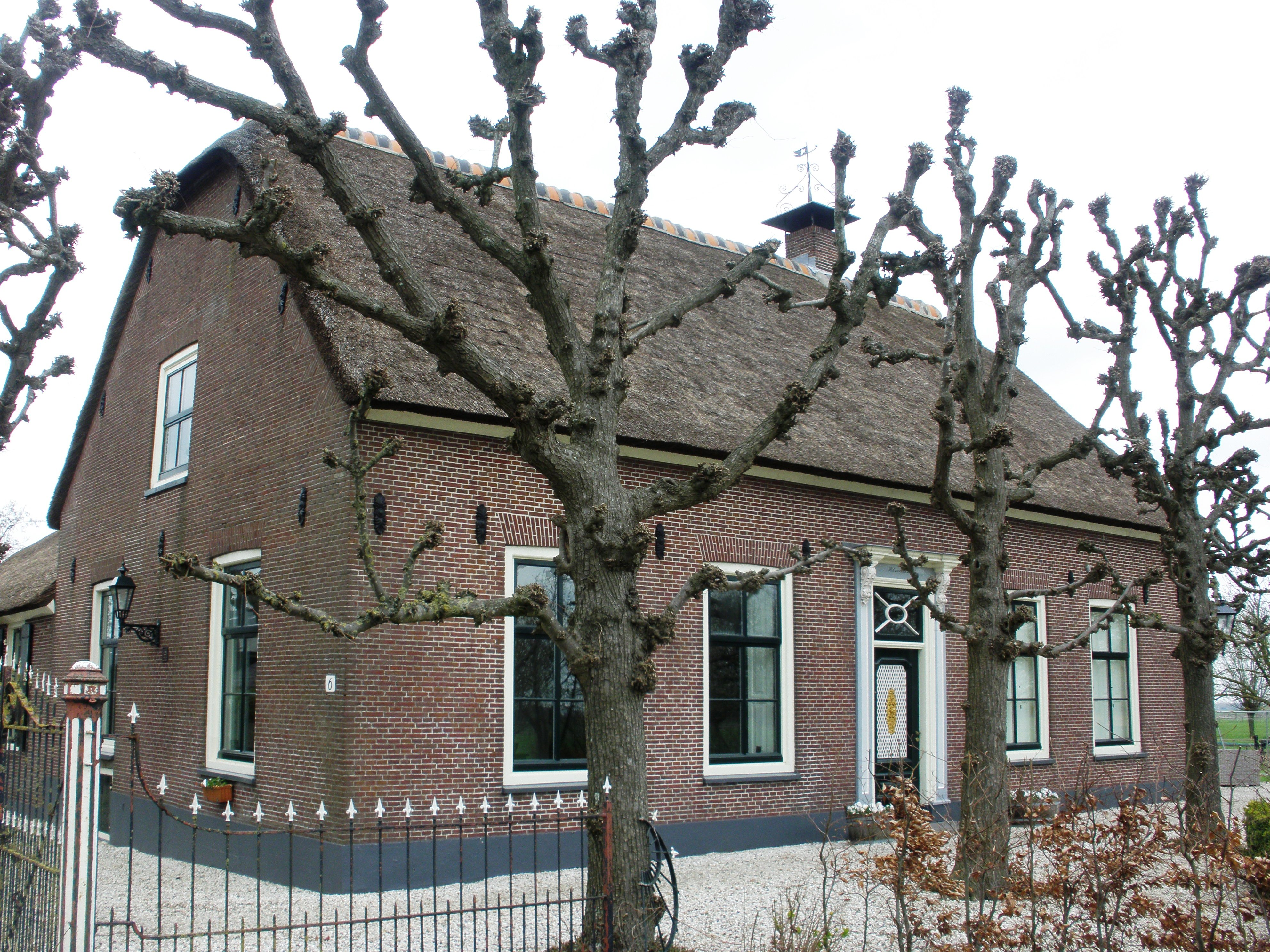
Boerderij Schurenburg aan de Blindeweg

Achterstraat ·
Blindeweg ·
Bovenkerkweg ·
De Plaats ·
Doeldijk ·
Havenstraat ·
Heeswijkerpoort ·
Heilig Levenstraat ·
Hofdijk ·
Hofstraat ·
Hoogstraat ·
Julianalaan ·
Keizerstraat ·
Lieve Vrouwegracht ·
Lindeboomsweg ·
Mannenhuisstraat ·
Mastwijkerdijk ·
Molenstraat ·
Om 't Hof · 
Om 't Wedde · 
Onder de Boompjes ·
Oude Boomgaard ·
Schoolstraat  ·
Slotlaan ·
Vrouwenhuisstraat ·
Waardsedijk ·
Waterpoort ·
Willeskopperpoort ·
IJsselplein ·
IJsselkade ·
IJsselveld